# Yusupha Samba
Yusupha S. Samba (* unsicher: 1929 in der Lower River Division; † 2002 in Kanifing) war ein Politiker im westafrikanischen Staat Gambia.

## Leben
| Parlamentswahl | Stimmen | Stimmanteil |
| -------------- | ------- | ----------- |
| 1962           | 2.273   | 51,67 %     |
| 1962           | 2.918   | 57,67 %     |
| 1966           | 3.121   | 61,51 %     |

Samba, ein Wolof aus der Lower River Division (LRD), erhielt nur wenig Schulbildung.
Er arbeitete als Kleinhändler, als er von der People’s Progressive Party (PPP) ausgewählt wurde, um im Wahlkreis Sabach Sanjal als Kandidat bei den Parlamentswahlen 1962 anzutreten. Er gewann den Wahlkreis mit 51,67 % der Stimmen und knapp 147 Stimmen mehr vor den Kandidaten der United Party (UP), Mamadi Sabally. Nachdem die UP Berufung am Supreme Court gegen Samba eingereicht hatte und stattgegeben wurde, folgte im Oktober 1962 eine Nachwahl im Wahlkreis. Die Nachwahl gewann Samba gegen Sabally erneut, diesmal mit 57,67 % der Stimmen. Als das westafrikanische Berufungsgericht (West African Court of Appeal) nach einer Beschwerde der UP im April 1963 das neue Wählerverzeichnis in LRD für ungültig erklärte, war die gesamte Wahl nicht mehr rechtmäßig und wurde in Frage gestellt. Im Mai 1963 validierte die britische Kolonialregierung das Register nachträglich, was den UP-Führer Pierre Sarr N’Jie verärgerte und von der oppositionellen Labour Party im britischen Unterhaus verurteilt wurde. Inzwischen war Samba von Premier Dawda Jawara zum Minister für Arbeit und Soziales ernannt worden.
Nach den Wahlen von 1966, bei dem Samba den Wahlkreis erneut gegen Sabaly mit 61,51 % der Stimmen gewann, wurde Samba zum Parlamentarischen Sekretär im Ministerium für Kommunalverwaltung degradiert. Im April 1968 verlor er diese Position an Demba S. Cham. Dies könnte darauf zurückzuführen sein, dass ein Tukulor nach der Entlassung von Kebba C. A. Kah weiterhin in der Regierung vertreten sein sollte, obwohl Sambas starker Alkoholkonsum ebenfalls zu dieser Entscheidung beitrug. Am 1. September 1968 wurde er zusammen mit drei anderen Regierungsmitgliedern (Paul L. Baldeh, Sheriff S. Sisay und Kah) aus der PPP ausgeschlossen. Ein verärgerter Samba gründete dann im Oktober 1968 zusammen mit Kah, Sisay und Baldeh die People’s Progressive Alliance (PPA). Nachdem Baldeh im Dezember 1968 gestorben und Kah der PPP wieder beigetreten war, leiteten Samba und Sisay gemeinsam die PPA, bis es im Juli 1970 zu Gesprächen mit Jawara kam. Die beiden Männer wurden schließlich im Dezember 1971 wieder in die PPP aufgenommen, aber Samba verlor die PPP-Nominierung in Sabach Sanjal für die Wahl 1972 an Saihou S. Sabally. Im Gegensatz zu Sisay, der schließlich ins Kabinett zurückkehrte, verschwand Samba danach aus der Politik, obwohl er 2001 kurzzeitig auftauchte, um auf einer Kundgebung der neu wiederhergestellten PPP zu sprechen.
Samba starb 2002 in Kanifing.